# William L. Kruer
William L. Kruer (* 20. April 1942 in Louisville, Kentucky) ist ein US-amerikanischer Physiker, der sich vor allem mit Plasmaphysik beschäftigt.
Kruer studierte an der University of Louisville (Master-Abschluss 1965) und wurde 1969 an der Princeton University promoviert. Danach war er Wissenschaftler am Plasmaphysik-Labor der Universität und ab 1970 festes Mitglied. Ab 1972 war er Gruppenleiter für theoretische Plasmaphysik und Simulation am Lawrence Livermore National Laboratory und ab 1993 deren Chefwissenschaftler in Plasmaphysik.
1978 wurde er Fellow der American Physical Society. 1990 erhielt er den James-Clerk-Maxwell-Preis für Plasmaphysik.

## Schriften
- The Physics of Laser Plasma Interaction, Westview Press 2001